# Fotolibro

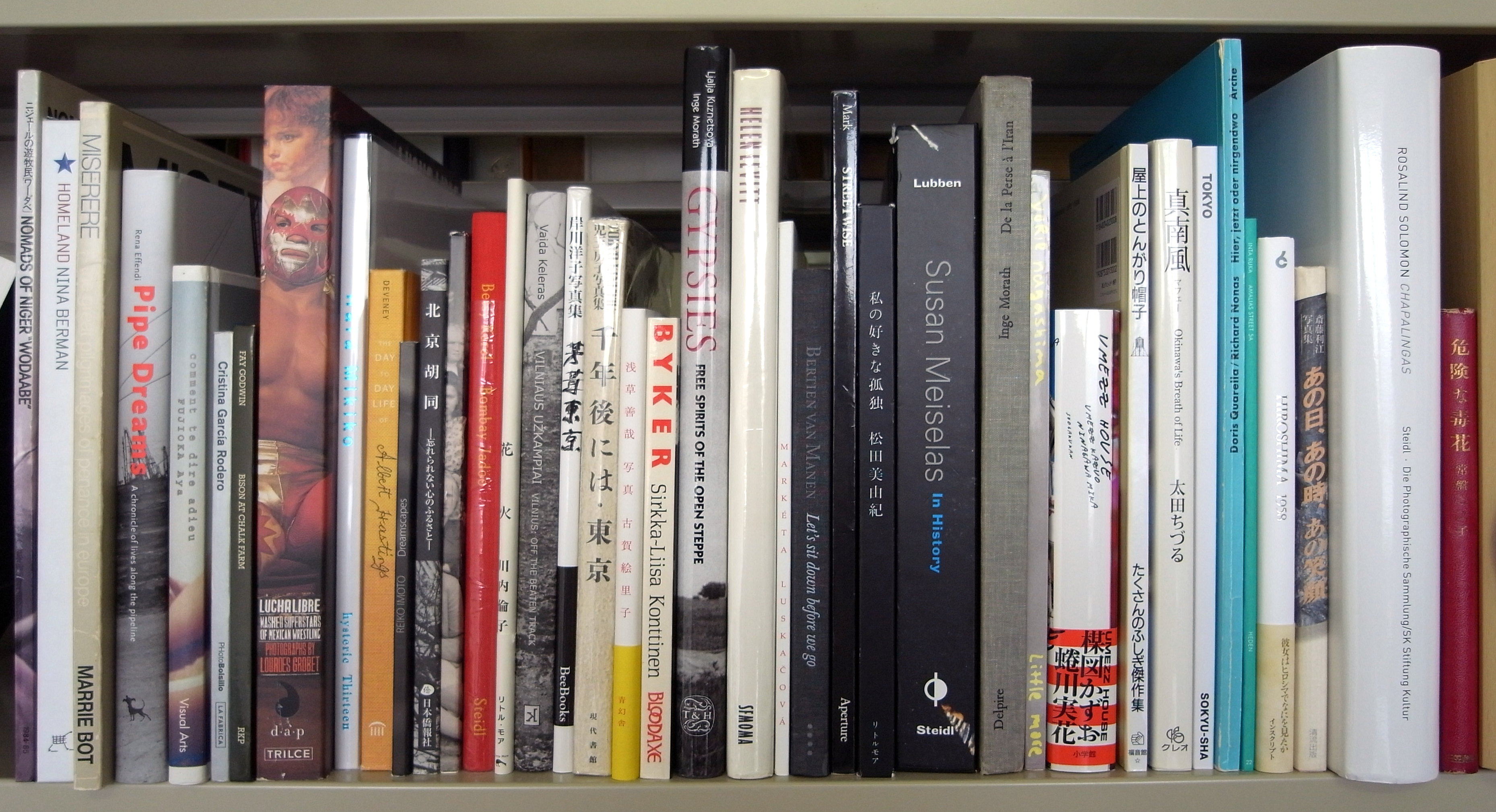
Vari fotolibri su uno scaffale

Il fotolibro è un album sul quale sono state stampate delle fotografie digitali, rilegato come un vero e proprio libro. Può contenere o meno dei brevi testi e grafiche personalizzate. Il fotolibro è interamente personalizzabile ed è disponibile in diversi formati. Anche i materiali sono diversificati: infatti, si può utilizzare carta lucida oppure carta satinata. 
Le foto vengono scattate con la macchina fotografica digitale (oppure possono essere inserite anche immagini scattate con macchine fotografiche analogiche e in seguito digitalizzate, così come anche propri disegni ecc.). 
L'utente compone il libro utilizzando un programma di impaginazione semplificato rispetto ai programmi di impaginazione professionali, infatti sono previsti templates e grafiche preimpostate e sistemi di impaginazione automatica (autoflow). Una volta impaginato a proprio piacimento, il libro viene ordinato, generalmente online, presso una ditta di stampa o un fotografo. A seconda del fornitore del servizio il libro può essere recapitato a casa tramite posta o corriere oppure ritirato in un punto vendita (generalmente un fotografo) predefinito.